# Jacques Montaur
 (juin 2010).
Si vous disposez d'ouvrages ou d'articles de référence ou si vous connaissez des sites web de qualité traitant du thème abordé ici, merci de compléter l'article en donnant les références utiles à sa vérifiabilité et en les liant à la section « Notes et références ».
Jacques Montaur, nom de plume de Florimond Hubert Dierckx, est un écrivain, poète et médecin belge né le 9 juin 1911 à Schaerbeek et mort en 1994.

## Biographie
Florimond Dierckx est né à Schaerbeek le 9 juin 1911. Il habitait en face du parc Josaphat.
Sa mère, Léontine Rasquin, juive flamande de Louvain, décide de quitter la Belgique à la suite d'une épidémie de grippe espagnole et s'installe en Écosse, où Florimond Dierckx a passé les plus belles années de sa vie dans une école anglaise.
De retour en Belgique (Bruxelles), quelques années plus tard, il abandonne ses études (externe à l’Athénée de Schaerbeek) pour s'embarquer sur un navire école à Ostende.
À la suite du décès de son meilleur ami sur le navire marchand, il reprit une formation pour devenir biologiste à l’hôpital Saint Pierre à Bruxelles.
Après son expérience navale, il rejoint son ami, le dramaturge Georges de Tervagne à Paris, où il fait ses débuts comme journaliste ; il participe à de nombreux salons littéraires et est élu Président d'une association des orphelins de guerre de 14-18.
C'est à la suite d'une rencontre avec la Princesse de Noailles et la princesse Kantakuzene, qu'il entreprend un très grand voyage en Roumanie.

### Origines familiales
Généalogie
- Parents : Émile Jules Dierckx (° Schaerbeek, 21 avril 1887), décède 3 jours avant l’Armistice de la gangrène, et Jeanne Léontine Rasquin (° Louvain, 30 septembre 1876).
- Grands-parents : Charles Désiré Raymond Dierckx de Turnhout près d’Anvers et Victorine Debroux ; Louis Rasquin et Marie Rummens.

## Extrait
L'Inconnu de ce monde, extrait des Portes imaginaires
Quel est celui qui peut
Et ne peut pas,
Qui sait et ne sait pas,
Qui ne sait pas qu’il sait
Et ne sait pas qu’il peut ?
Quel est celui qui veut
Et ne veut pas,
Qui ne veut pas ce qu’il peut
Et ne peut pas ce qu’il veut ?
Quel est celui qui regarde
Et ne voit pas,
Qui regarde haut et ne voit rien,
Qui regarde bas et voit tout ?
Quel est celui qui grandit en s’abaissant
Et s’abaisse en grandissant,
Qui va loin restant sur place
Et ne bouge guère allant loin ?
Quel est celui qui sait pleurer
Et ne pleure pas,
Qui sait rire et ne rit pas ?
Quel est celui qui fait rire en pleurant
Et pleurer en riant ?
Qui mêle le rire aux larmes
Et se réjouit en souffrant ?
Quel est celui qui donne sa vie sans mourir,
Qui choisit de mourir pour mieux vivre
Et de vivre pour mourir ?
Quel est celui qui peut le plus
Quand il peut le moins
Et qui en est le seul témoin ?